# Mormyrus caschive
Mormyrus caschive là một loài cá thuộc họ Mormyridae. Nó là loài đặc hữu của Uganda. Môi trường sống tự nhiên của chúng là hồ nước ngọt.